# Tjörnarp
Tjörnarp est une localité suédoise située dans la commune de Höör en Scanie.
Sa population était de 923 habitants en 2019.